# Korean Movie Database
Korean Movie Database (KMDb; кор. 한국영화 데이터베이스, 韓國映畵 -, Han'guk yeonghwa deiteo baiseu, Hankuk yŏnghwa teitŏ paisǔ; рус. Ба́за да́нных фи́льмов Коре́и) — южнокорейская онлайн-база данных информации о корейском кино, анимации, персоналиях, актёрах, телевидении и другой информации, касающиеся фильмов. KMDb начал работу в феврале 2006 года. Хотя он был создан по образцу американского Internet Movie Database, сайт является публичным.